# Xenicus
Genre
Le genre Xenicus regroupe trois espèces de passereaux appartenant à la famille des Acanthisittidae.

## Liste des espèces
D'après la classification de référence (version 3.1, 2012) du Congrès ornithologique international (ordre phylogénique) :
- †Xenicus longipes – Xénique des buissons
- Xenicus gilviventris – Xénique des rochers
- †Xenicus lyalli – Xénique de Stephens

Parmi celles-ci, deux espèces éteintes :
- Xenicus longipes† (Gmelin, 1789) — Xénique des buissons
- Xenicus lyalli† (Rothschild, 1894) — Xénique de Stephens